# Gavin MacLeod
Allan George See (Mount Kisco, Nueva York, 28 de febrero de 1931-Palm Desert, California, 29 de mayo de 2021), más conocido como Gavin MacLeod, fue un actor, activista y autor cristiano estadounidense cuya carrera llegó a abarcar más de seis décadas.
La larga carrera de MacLeod comenzó en las películas en 1957, interpretando al lado de Peter Mann en The Sword of Ali Baba (1965). Luego pasó a jugar junto a Anthony Franciosa en A Man Called Gannon (1968), junto a Christopher George en The Thousand Plane Raid, y junto a Clint Eastwood, Telly Savalas y Carroll O'Connor en Kelly's Heroes (1970).
MacLeod logró un éxito continuo en la televisión junto a Ernest Borgnine en McHale's Navy (1962–1964), como Joseph "Happy" Haines, y en The Mary Tyler Moore Show (1970–1977) como Murray Slaughter, y conocido por su papel protagonista en The Love Boat (1977-1986), en el que fue elegido como capitán del barco Merrill Stubing.

## Biografía
Hijo de un indio nativo americano ojibwa, se educó en la localidad de Pleasantville y estudió interpretación en el Ithaca College, graduándose en 1952. Tras servir en las fuerzas aéreas estadounidenses, se instaló en Nueva York y trabajó en el Radio City Music Hall.
Debuta en el cine en 1958 con I Want To Live! (1958), un drama carcelario protagonizado por Susan Hayward. Seguidamente, Blake Edwards, lo selecciona para intervenir en Operación Pacífico (1958), junto a Cary Grant y Tony Curtis. Seguiría Buenos tiempos (1960), también de Edwards, con Bing Crosby. En 1968 colaborando una vez más con Edwards, interpreta a un ejecutivo de la industria cinematográfica en el hilarante film: La fiesta inolvidable (en Hispanoamérica) o El guateque (en España) protagonizada por Peter Sellers.
Su presencia en la pequeña pantalla se remonta a pequeños papeles esporádicos (habitualmente de villano) en distintas series a finales de los años 50 y principios de los 60. En 1962 consigue su primer papel habitual en una serie: el de Joseph "Happy" Haines en McHale's Navy. 
Sin embargo, debería esperar aún unos años para que su popularidad comenzase a despuntar gracias al personaje de Murray Slaughter en The Mary Tyler Moore Show (1970-1977), que le valió dos nominaciones a los Globos de Oro. 
La cumbre de su popularidad se la debe a la serie The Love Boat (1977-1986), de enorme éxito dentro de Estados Unidos así como a nivel mundial. MacLeod abría el reparto de la serie, interpretando al Capitán Merrill Stubing, al frente del transatlántico Princesa del Pacífico. Gracias a su interpretación fue de nuevo nominado a los Globos de Oro en tres ocasiones más.
Tras la cancelación de la serie se ha dedicado a labores de divulgación de los principios de la Iglesia Evangélica, a la que se convirtió a mediados de los años 80. Así, ha publicado, junto a su esposa, Back On Course: The Remarkable Story of a Divorce That Ended in Remarriage, sobre relaciones matrimoniales y alcoholismo y presentado un programa de televisión sobre vida conyugal, titulado Back on Course, en la cadena Trinity Broadcasting Network para la que ha estado trabajando durante 14 años.

### Fallecimiento
El 29 de mayo del 2021 falleció en su hogar de Palm Desert, California, rodeado de su familia a los noventa años de edad.